# S.M.V.
Gli S.M.V. sono un supergruppo fusion formatosi nel 2006 da tre innovativi e creativi bassisti: Stanley Clarke, Marcus Miller e Victor Wooten.
Il nome deriva dall'unione delle iniziali dei loro nomi, Stanley (S), Marcus (M), Victor (V).
Il progetto nasce nel 2006 in occasione di una improvvisata performance live tenutasi a New York ed organizzata dalla rivista Bass Player. I tre decidono di continuare e cementano l'affiatamento nei mesi a venire. Nasce così l'idea di realizzare un album.
Il 12 agosto 2008 esce il loro album di debutto, Thunder, registrato con la collaborazione di altri musicisti, e supportato da un tour mondiale.